# Rho (Italia)
Rho [rɔ] es una ciudad italiana de unos 49.616 habitantes (2021), se encuentra en el norte, en la provincia de Milán (Lombardía).
Las localidades vecinas son Lainate, Bollate, Arese, Pogliano Milanese, Milán, Pregnana Milanese, Pero, Cornaredo y Séttimo Milanese.
Pietro Romano es el alcalde de esta ciudad.

## Geografía
Rho está en la llanura Padana. En su territorio hay tres ríos, el Olona, que es el curso de agua principal, y sus afluentes Bozzente y Lura.

## Historia
La ciudad de Rho ya existía en el año 846, cuando un antiguo documento histórico señalaba una pequeña aldea con cultivos. En el año Rho era un pueblo bastante importante y el emperador Enrique II instituyó una corte de justicia, permitió que pudiese tener lugar un mercado semanal y construyó un canal para regar los cultivos con el agua del río Olona.
En el mes de mayo de 1160, el emperador Federico I, llamado el Barbarroja, destruyó el pueblo de Rho durante la guerra contra Milán. Sin embargo, Rho fue reconstruida dentro de unos años.
Alrededor del año 1300, se hizo el primer hospital.
En el año 1313 los Milaneses asediaron Rho y mataron o hicieron prisioneros a sus habitantes. Lo mismo pasó en el año 1511, cuando los Lansquenetes destruyeron el pueblo. 
En el año 1406 existía una «Universitas nobilium dicti loci de Raude».
Luego Rho cayó bajo el dominio español y en 1570 fue afectada por la peste.

## Evolución demográfica
| Gráfica de evolución demográfica de Rho entre 1861 y 2001 |
|                                                           |
| Fuente ISTAT - elaboración gráfica de Wikipedia           |

## Lugares de interés

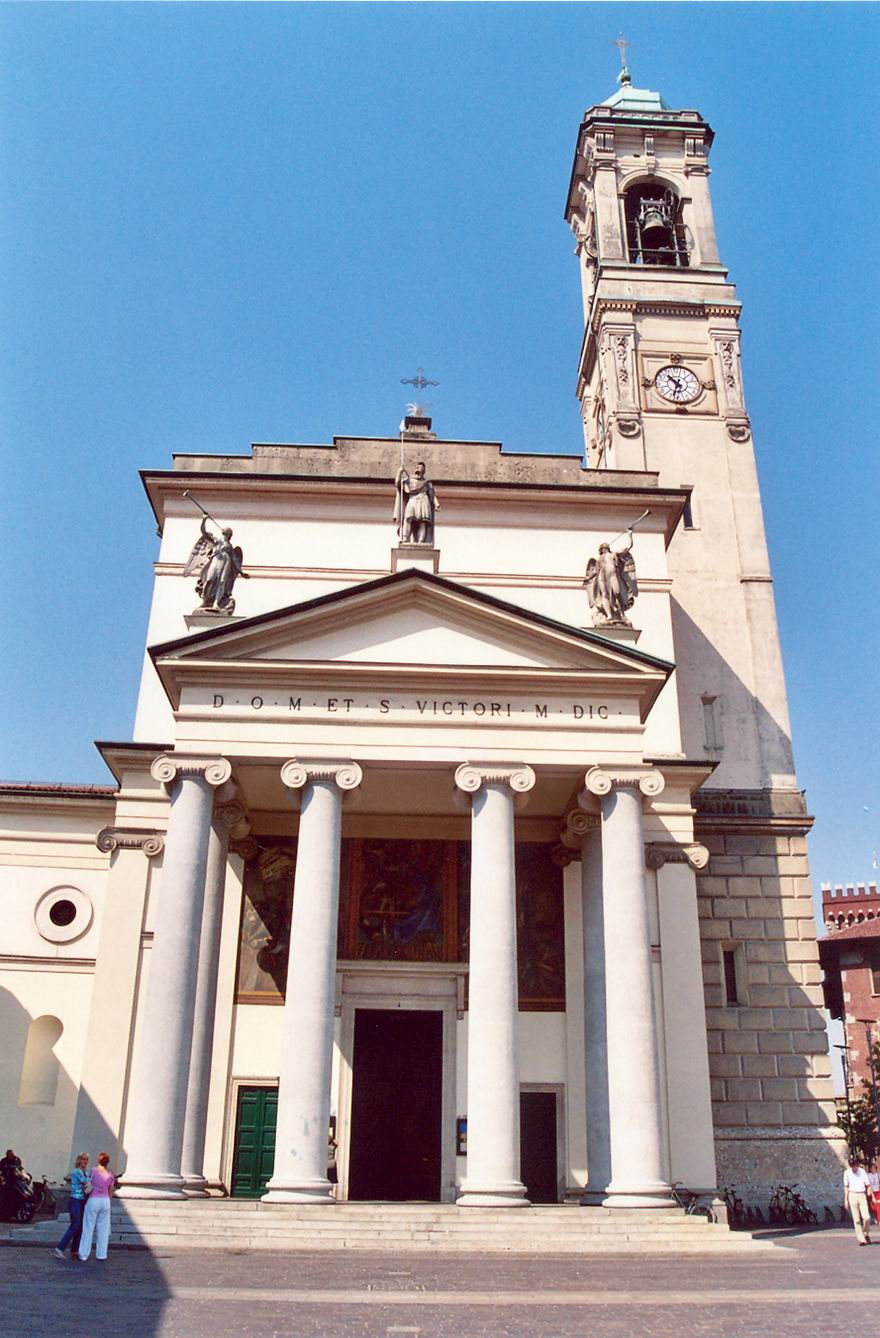
Basílica de San Víctor.

- La feria de Milán, que está en las afueras de Rho.
- La basílica de San Víctor (siglo XVI), en el casco antiguo de la ciudad;
- El santuario de la Virgen dolorosa, Santuario dell'Addolorata en italiano (siglo XVI).

## Transportes

### Aeropuertos
El aeropuerto más cercano es el de Malpensa. Rho se sirve también del aeropuerto de Linate.

### Conexiones viales
La conexión vial principal es la A4 Turín–Milán–Venecia-Trieste y tiene una salida, la de Rho, en el municipio de Cornaredo.

### Conexiones ferroviarias
En Rho hay dos estaciones de ferrocarriles de la línea Turín-Milán: la principal es la de Rho-Fiera ubicado al lado de la fiera y además está la estación de Rho ubicado al centro de la ciudad.

### Transportes urbanos
En las proximidades de la feria, está el final de la línea 1  del metro de Milán.
En Rho hay muchas líneas de buses que unen el centro a las fracciones y la ciudad a otras ciudades y a muchos pueblos de las cercanías.